# 聖母教堂 (普羅夫迪夫)

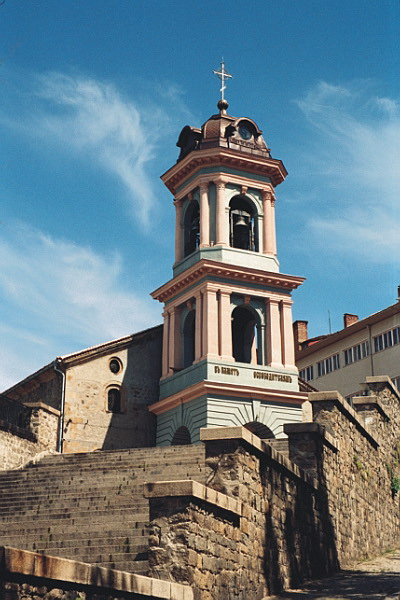

聖母教堂是位於保加利亞城市普羅夫迪夫的一座教堂。自9世紀開始這裡就已經有一座教堂。現在的教堂修建於1844年，是普羅夫迪夫主要教堂之一。

## 外部連結
- Church of the Holy Mother of God (in Bulgarian)

42°8′52.12″N 24°45′2.31″E / 42.1478111°N 24.7506417°E